# BBK Electronics
BBK Electronics Corporation es una marca de electrónica de consumo especializada en equipos de audio y vídeo, productos de entretenimiento doméstico y electrodomésticos. También actúa como inversor en empresas líderes en diversos sectores de la electrónica de consumo como el grupo OPLUS y el grupo VIVO (entre otros). La empresa se dedica a productos electrónicos como televisores, reproductores MP3, cámaras digitales y teléfonos inteligentes. Se le puede considerar como uno de los mayores fabricantes de teléfonos inteligentes del mundo aunque no lo hagan directamente.

## Historia
Guangdong BBK Electronics Corporation se fundó el 18 de septiembre de 1995 en Dongguan, en la provincia de Cantón, en la República Popular China.
BBK Electronics Corporation comercializa teléfonos inteligentes bajo las marcas Oppo, Vivo, OnePlus, Realme (una antigua submarca de OPPO) e iQOO (una antigua submarca de Vivo). También comercializa reproductores Blu-ray, auriculares, amplificadores de auriculares y smartwatches bajo la marca Oppo Digital. En marzo de 2019, BBK Electronics anunció iQOO como su nuevo miembro y también es una submarca de rendimiento.
La sede y la base de producción de BBK Electronics se encuentran en Chang'an, Dongguan, en la provincia de Cantón, en la República Popular China. Es el mayor contribuyente de Chang'an.
En el primer trimestre de 2017, BBK Electronics envió 56,7 millones de teléfonos inteligentes, superando tanto a Huawei como a Apple para convertirse en el segundo mayor fabricante de teléfonos inteligentes del mundo, solo por detrás de Samsung.